# Efapel-Glassdrive/Saison 2012
Dieser Artikel listet Erfolge und Fahrer des Radsportteams Efapel-Glassdrive in der Saison 2012 auf.

## Erfolge in der UCI Europe Tour
Bei den Rennen der UCI Europe Tour im Jahr 2012 gelangen dem Team nachstehende Erfolge.
| Datum          | Rennen                                                 | Kat. | Fahrer         |
| -------------- | ------------------------------------------------------ | ---- | -------------- |
| 25. März       | 4. Etappe Volta ao Alentejo                            | 2.2  | Filipe Cardoso |
| 13. Juli       | 1. Etappe Grande Prémio Internacional de Torres Vedras | 2.2  | Sérgio Ribeiro |
| 18. August     | 3. Etappe Volta a Portugal                             | 2.1  | César Fonte    |
| 19. August     | 4. Etappe Volta a Portugal                             | 2.1  | Rui Sousa      |
| 20. August     | 5. Etappe Volta a Portugal                             | 2.1  | Sérgio Ribeiro |
| 24. August     | 8. Etappe Volta a Portugal                             | 2.1  | David Blanco   |
| 15.–26. August | Gesamtwertung Volta a Portugal                         | 2.1  | David Blanco   |

## Platzierungen in UCI-Ranglisten
| UCI Continental Circuit | Platz |
| ----------------------- | ----- |
| UCI Europe Tour 2012    | 37    |

## Zugänge – Abgänge
| Zugänge                          | Team 2011    | Abgänge         | Team 2012 |
| -------------------------------- | ------------ | --------------- | --------- |
| Ricardo Vilela                   | Onda         | Carlos Baltazar | Unbekannt |
| Nuno Ribeiro                     | Dopingsperre | Santiago Pérez  | Unbekannt |
| Sandro Pinto                     | Neoprofi     | Bruno Pinto     | Unbekannt |
| David Blanco (ab 15. März)       | Geox-TMC     |                 |           |
| Guilherme Lourenço (ab 15. März) | Neoprofi     |                 |           |

## Mannschaft
| Name               | Geburtstag        | Nationalität |
| ------------------ | ----------------- | ------------ |
| Raúl Alarcón       | 25. März 1986     | Spanien      |
| António Amorim     | 19. Mai 1985      | Portugal     |
| David Blanco       | 3. März 1975      | Spanien      |
| Filipe Cardoso     | 15. Mai 1984      | Portugal     |
| César Fonte        | 10. Dezember 1986 | Portugal     |
| Daniel Freitas     | 10. Mai 1991      | Portugal     |
| Guilherme Lourenço | 11. Juli 1989     | Portugal     |
| Sandro Pinto       | 20. Februar 1988  | Portugal     |
| Nuno Ribeiro       | 9. September 1977 | Portugal     |
| Sérgio Ribeiro     | 28. November 1980 | Portugal     |
| Rui Sousa          | 17. Juli 1976     | Portugal     |
| Sérgio Sousa       | 11. Oktober 1983  | Portugal     |
| Ricardo Vilela     | 18. Dezember 1987 | Portugal     |